# Junya Sano
Junya Sano, (en japonès: 佐野 淳哉, Shizuoka, 3 de novembre de 1982) és un ciclista japonès, professional des del 2005 i actualment a l'equip Matrix Powertag.

## Palmarès
- 2010
  - Vencedor d'una etapa al Tour de Kumano
- 2011
  - Vencedor d'una etapa a la Volta a Hokkaidō
- 2014
  -  Campió del Japó en ruta
- 2017
  - 1r a la Volta a Okinawa
- 2018
  - Vencedor d'una etapa al Tour de Kumano